# 莫普雷瓦尔
莫普雷瓦尔（法語：Mauprévoir，法語發音：[mopʁevwaʁ]）是法国新阿基坦大区维埃纳省的一个市镇，位于该省南部，属于蒙莫里永区。

## 地理
莫普雷瓦尔（46°10'23"N, 0°31'1"E）面积48.59 平方千米，位于法国新阿基坦大区维埃纳省，该省份为法国中西部省份，北起曼恩-卢瓦尔省和安德尔-卢瓦尔省，西接德塞夫勒省，南至夏朗德省，东南接上维埃纳省，东临安德尔省。
与莫普雷瓦尔接壤的市镇（或旧市镇、城区）包括：普勒维尔、沙鲁、派鲁、普雷萨克、圣马丹拉尔。

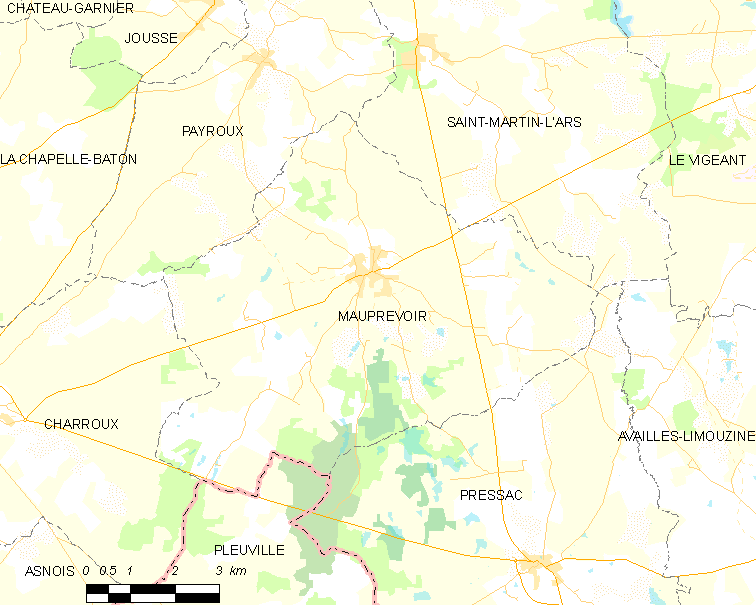
莫普雷瓦尔的OSM定位图

莫普雷瓦尔的时区为UTC+01:00、UTC+02:00（夏令时）。

## 行政
莫普雷瓦尔的邮政编码为86460，INSEE市镇编码为86152。

## 政治
莫普雷瓦尔所属的省级选区为锡夫赖县。

## 人口

1962-2008年间莫普雷瓦尔人口变化图示

莫普雷瓦尔于2022年1月1日时的人口数量为590人。